# Comunità montana Basso Sinni
La comunità montana del Basso Sinni è una delle quattordici comunità montane della Regione Basilicata.

## Territorio
Ha sede a Tursi e copre un totale di 6 comuni con Colobraro, Nova Siri, Rotondella, San Giorgio Lucano, Valsinni:
| Rank   | Comune             | Superficie (km²) | Abitanti | Densità (ab./km²)    | Altitudine (m s.l.m.) | Frazioni                                       |
| ------ | ------------------ | ---------------- | -------- | -------------------- | --------------------- | ---------------------------------------------- |
| 1      | Colobraro          | 66,61            | 1.266    | 19,01                | 630                   |                                                |
| 2      | Nova Siri          | 52,75            | 6.775    | 128,43               | 355                   | Nova Siri Scalo, Taverna                       |
| 3      | Rotondella         | 76,72            | 2.657    | 34,63                | 575                   |                                                |
| 4      | San Giorgio Lucano | 39,26            | 1.217    | 31,00                | 416                   |                                                |
| 5      | Tursi              | 159,93           | 5.037    | 31,49                | 243                   | Anglona, Caprarico, Panevino, Ginnari, Trafana |
| 6      | Valsinni           | 32,22            | 1.544    | 47,92                | 250                   | Castagna, San Nicola                           |
| Totali |                    | 427,49           | 18.496   | 43,27 (valore medio) | 411,50 (valore medio) |                                                |